# The Man Who Sold the World
Az 1970-es The Man Who Sold the World David Bowie harmadik nagylemeze. Az album dalszövegei mélyebbek, sötétebbek, mint a korábbiak, témái pedig az őrület, a technológia, a háború és a vallás.

## Az album dalai
Minden szám szerzője David Bowie.
Első oldal
1. "The Width of a Circle" – 8:05
2. "All the Madmen" – 5:38
3. "Black Country Rock" – 3:32
4. "After All" – 3:52

Második oldal
1. "Running Gun Blues" – 3:11
2. "Saviour Machine" – 4:25
3. "She Shook Me Cold" – 4:13
4. "The Man Who Sold the World" – 3:55
5. "The Supermen" – 3:38

## Helyezések
| Év      | Lista                   | Helyezése |
| ------- | ----------------------- | --------- |
| 1972–73 | Brit albumlista         | 24        |
| 1972–73 | US Billboard albumlista | 105       |
| 1972–73 | Jugoszláv albumlista    | 10        |

## Közreműködők
- David Bowie – ének, gitár
- Mick Ronson – gitár
- Tony Visconti – basszusgitár, zongora, gitár
- Mick Woodmansey – dob
- Ralph Mace – Moog szintetizátor

### Produkció
- Tony Visconti – producer
- Ken Scott – hangmérnök